# Крайва (Алба)
Крайва (рум. Craiva) — село у повіті Алба в Румунії. Входить до складу комуни Крікеу.
Село розташоване на відстані 279 км на північний захід від Бухареста, 13 км на північ від Алба-Юлії, 65 км на південь від Клуж-Напоки.

## Населення
За даними перепису населення 2002 року у селі проживали 373 особи, з них 372 особи (99,7%) румунів. Усі жителі села рідною мовою назвали румунську.